# Exocentrus woodlarkianus
Exocentrus woodlarkianus es una especie de escarabajo longicornio perteneciente al género Exocentrus, categorizada en la tribu Exocentrini, de la subfamilia Lamiinae.
Mide 4,5 mm de longitud. El período de vuelo para ejemplares adultos se presenta durante los meses de marzo y abril.

## Taxonomía
Se atribuye su descripción al entomólogo de origen austríaco Stephan von Breuning, quien la citó por primera vez en 1957. La especie aparece registrada en la sección Nouvelles formes de Lamiaires. (neuvième partie) del Bulletin de l’Institut Royal des Sciences Naturelles de Belgique, 33 (8): 1–24, publicada por Breuning Stephan en 1957.

## Distribución
Se distribuye por Oceanía, específicamente en Papúa Nueva Guinea.